# Arno Fischbacher

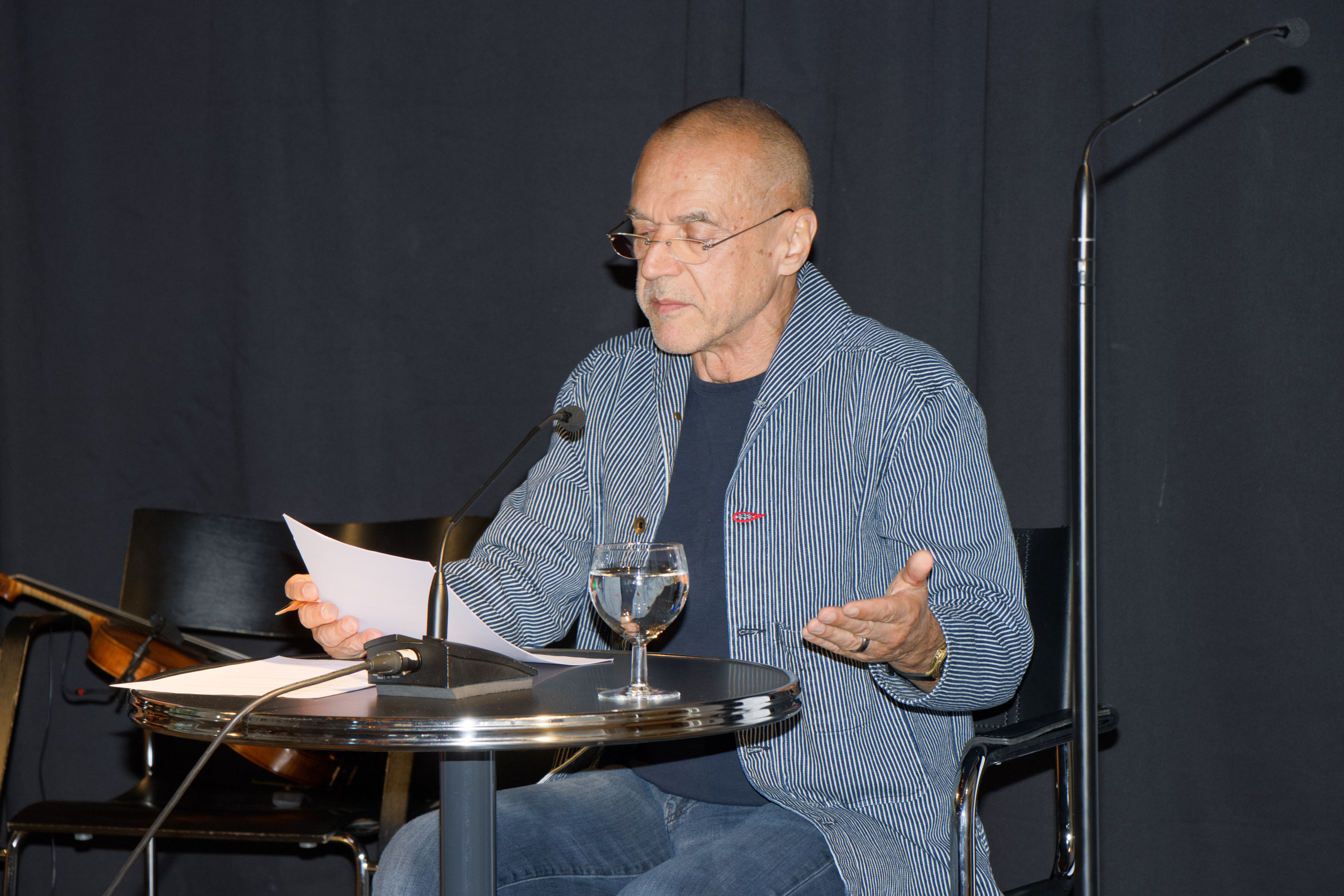
Arno Fischbacher 2022 bei einem Lesevortrag im Salzburger Literaturhaus

Arno Fischbacher (* 20. Juli 1955 in Vöcklabruck) ist ein österreichischer Schauspieler, Theaterdirektor, Dozent, Wirtschafts-Stimmcoach, Vortragsredner und Autor.

## Leben
Arno Fischbacher ist gelernter Goldschmiedemeister und Schauspieler. Nach seiner Ausbildung an der Schauspielschule der  Elisabethbühne Salzburg zählte er von 1978 bis 1997 zum Stammensemble des heutigen Schauspielhauses Salzburg. Während seiner Zeit als Schauspieler bekleidete er außerdem verschiedene organisatorische Funktionen des Schauspielhauses in den Bereichen Organisation, Marketing und technische Leitung. Von 1988 bis 1997 war Fischbacher kaufmännischer Direktor der Elisabethbühne Salzburg.
Im Jahr 1997 verließ er die Bühne, um den österreichischen Privatsender Welle 1 Music Radio Salzburg mit aufzubauen. Nach einer einjährigen Tätigkeit als Programmdirektor und Sprecher wechselte er 1998 in die Weiterbildungsbranche und machte sich als Wirtschaftstrainer selbstständig. Als Redner, Trainer und Coach arbeitet er mit Vorständen, TV- und Radiomoderatoren, Rednern, Gründern, Führungskräften und Mitarbeitern von Wirtschaftsunternehmen in Deutschland und Österreich, um sie für Gespräche, Medienauftritte und Präsentationen zu schulen.
Im Jahr 2000 gründete Arno Fischbacher stimmeAT, das „Europäische Netzwerk der Stimmexperten“. Mitglieder sind unter anderem Stimm- und Atempädagogen, Sprech- und Stimmtherapeuten, Moderatoren, Schauspieler, Fachärzte.

## Lehrtätigkeit
Neben seiner Tätigkeit als Schauspieler und Theaterdirektor hatte Arno Fischbacher verschiedene Lehraufträge inne.
An der Universität Salzburg lehrte er zwischen 1992 und 2002 Angewandte Dramaturgie am Institut für Germanistik sowie Sprechen in Radio und TV an den Instituten für Kommunikations- und Sportwissenschaft. Außerdem leitete er einen Universitätslehrgang für Sportjournalismus zum gleichen Thema. Weiterhin lehrte er Kunstmarketing und Strategische Öffentlichkeitsarbeit für Kulturbetriebe am Internationalen Zentrum für Cultur & Management (ICCM), ebenfalls in Salzburg.

## Werke
- Geheimer Verführer Stimme – 77 Antworten zur unbewussten Macht in der Kommunikation, Junfermann Verlag, Paderborn 2008. ISBN 978-3-87387-704-7.
- Voice sells! Die Macht der Stimme im Business. GABAL, Offenbach 2014, ISBN 978-3-86936-592-3.